# Hakea dactyloides
Hakea dactyloides là một loài thực vật có hoa trong họ Quắn hoa. Loài này được (Gaertn.) Cav. miêu tả khoa học đầu tiên năm 1800.